# Jenny Blundell
Jenny Blundell (ur. 9 maja 1994) – australijska lekkoatletka specjalizująca się w biegach średniodystansowych.
Piąta zawodniczka biegu na 1000 metrów igrzysk olimpijskich młodzieży (2010). W 2011 dotarła do półfinału biegu na 800 metrów podczas mistrzostw świata juniorów młodszych. W 2016 reprezentowała Australię na igrzyskach olimpijskich w Rio de Janeiro, podczas których osiągnęła półfinał na dystansie 1500 metrów.
Medalistka mistrzostw Australii. 
Rekordy życiowe: bieg na 1500 metrów – 4:04,62 (18 maja 2016, Pekin).

## Osiągnięcia
| Rok  | Impreza                               | Miejsce         | Konkurencja         | Lokata     | Wynik    |
| ---- | ------------------------------------- | --------------- | ------------------- | ---------- | -------- |
| 2010 | Igrzyska olimpijskie młodzieży        | Singapur        | bieg na 1000 metrów | 5. miejsce | 2:46,82  |
| 2011 | Mistrzostwa świata juniorów młodszych | Lille Metropole | bieg na 800 metrów  | półfinał   | 2:09,15  |
| 2012 | Mistrzostwa świata juniorów           | Barcelona       | bieg na 1500 metrów | eliminacje | 4:24,35  |
| 2016 | Igrzyska olimpijskie                  | Rio de Janeiro  | bieg na 1500 metrów | półfinał   | 4:13,25  |
| 2021 | Igrzyska olimpijskie                  | Tokio           | bieg na 5000 metrów | eliminacje | 15:11,27 |